# Inspektorat Jarocin Armii Krajowej
Inspektorat Jarocin Armii Krajowej – terenowa struktura Okręgu Poznań Armii Krajowej.

## Skład organizacyjny
Struktura organizacyjna podana za Atlas polskiego podziemia niepodległościowego:
- Obwód Jarocin
- Obwód Pleszew